# 全港性系統評估
全港性系統評估（英語：Territory-wide System Assessment，縮寫），是香港教育統籌委員會於2000年發布的香港教育改革報告書中提出的改革措施之一。評估由2004年開始，於每年6月舉行，其目的是了解全港小學與初中學生在中英數三科之水平，以期能改善學生在這幾個學科的能力，該評估並不計算學生個別的成績，僅用以評估學生整體學習狀況，取代了香港學科測驗的原有功能。

## 簡介
教育局（前為教育統籌局）委託考試及評核局於2004年推行「全港性系統評估」，目的是為了協助學校及政府了解學生在中、英、數三科的一般水平，並根據所得資料，制定改善學與教成效的校本計畫和教育政策。學校可參照該校與全港成績的差異，了解其學生在中、英、數三科的基本能力水平是否達全港水平，並善用有關數據，因應學生的強、弱項，提供適切的教學安排。除當天缺課學生及國際學校之學生外，每年全港所有就讀小六及中三的全日制及半日制學生均須參加評估，惟經專家診斷後，證實為智障之學生，申報後，其成績可獲豁免計算在內。
全港性系統評估是一個由中央施行的評估，主要以紙筆形式進行。按教育統籌委員會建議的時間表，系統評估已於2004年年中、2005年年中及2006年年中分別在小三、小六及中三級推行，其後便會按年施行。全港性系統評估主要評估學生在不同學習階段完結時能否具備基本能力，只計算每校具備基本能力學生的百份比，而不會計算和公佈個別學生所得的分數。而評估後的報告，分別提供全港學生整體表現的資料和各學校學生整體表現的資料。至於個別學生的成績，則不予提供。
2007年共有逾1000間中、小學及約22萬名學生參與系統評估。
2009年，受人類豬型流感在香港社區爆發影響，該年度的全港性系統評估被取消進行，並不會再另訂日期進行。
有見於每年考核的頻密程度可能對學生構成太大壓力，教育局於2011年11月15日宣佈，2012年及2014年間暫停進行小學六年級的全港性系統評估（而2013年則暫停中一入學前香港學科測驗）。但在「停試年」，考評局仍會向學校提供有關試題，讓學校自決是否參與，並作評估。
2014年4月，教育局對TSA推出一系列優化措施，包括取消向小學發放其學生在TSA中的達標率、從2015年起隔年舉行小六TSA（逢單數年舉行，個別學校在雙數年仍可以自願形式進行評估）、把TSA從小學「表現評量」中剔除，以及提供互動的TSA報告平台。
2014年10月，教育局成立「基本能力評估及評估素養統籌委員會」，其職權範疇是就「基本能力評估」計劃（包括TSA及「學生評估」）的發展及提升學校評估素養方面提供方向性的建議。委員會由教育局副秘書長陳嘉琪出任主席，成員包括大專院校學者、校長及教師。

## 評核科目

### 中文科
中文科評估分為閱讀、寫作、聆聽、說話及視聽資訊五個卷別，小三及小六的說話及視聽資訊與中三說話只會在每間學校隨機抽樣進行。

#### 寫作評估
學生須在限時內撰寫一篇實用文及一篇長文，字數不限。小三及小六的評估時間為四十分鐘，而中三的評估時間較長，增至七十五分鐘。
在小學評估中，實用文的格式包括書信、賀卡、便條等等；中三評估的實用文格式則為啟事、通告、演講辭等等。

#### 聆聽評估
聆聽評估需時約二十分鐘。話語內容分為兩至三部分，話語內容只會播放一次。聆聽評估只設多項選擇題。

#### 閱讀評估
1. - 小三　及　小六
    - 評估時間：二十五分鐘
    - 題 量：長文兩篇（如記敘文、議論文、說明文、描寫文、抒情文等）、實用文一至兩篇（視乎題目內容性質）（如書信、周記、日記、賀卡、便條等）
    - 題型：選擇題、填充、排序、短答、長答等

  - 中三
    - 評估時間：三十分鐘
    - 文章類型：語體文（記敘、描寫、說明、議論、抒情）、文言文、實用文
    - 題型：以選擇題為主

#### 視聽資訊評估
- 小三　及　小六
  - 評估時間：約十五分鐘（包括閱卷時間、聆聽時間、作答時間及核卷時間）
  - 參與人數：約三十名學生（視乎學校實際人數）（隨機由電腦選出）
  - 短片內容：兩至三部分（視乎短片內容性質）
  - 播放形式：短片只會播放一次
  - 題型：以選擇題為主（選擇形式是：A、B、C、D四選一//A、B、C、D、E五選二）
- 中三
  - 評估時間：約十五分鐘（包括閱卷時間、作答時間及核卷時間）
  - 參與人數：全校中三學生
  - 短片內容：兩至三部分（視乎短片內容性質）
  - 播放形式：短片只會播放一次
  - 題型：以選擇題為主

#### 說話評估
1. - 小三　及　小六
    - 評估時間：約四至八分鐘
    - 參與人數：十二或二十四名學生（視乎學校實際人數）
    - 評估方式：
      1. 看圖說故事
        - 學生須依據圖畫的內容，說一個完整的故事
        - 準備時間：三分鐘
        - 說話時限：一分鐘

      2. 小組交談
        - 以三人為一組（如學生人數不足，考評局將安排二人或四人一組）
        - 說話評審員先與學生閒談熱身，再根據話題，引導學生交談
        - 學生須依據話題，與別人交談
        - 閒談時間：兩分鐘
        - 交談時間1：兩分鐘
        - 交談時間2：兩分鐘三十秒

時限不可超過兩分鐘三十秒
1. - 中三
    - 評估時間：約七至十一分鐘
    - 參與人數：十二或二十四名學生（視乎學校實際人數）
    - 評估方式：
      1. 個人短講
        - 學生須依題目要求完成短講
        - 準備時間：五分鐘
        - 說話時限：兩分鐘

      2. 小組交談
        - 以四人為一組
        - 學生須依據話題，與別人交談
        - 閒談時間：五分鐘
        - 交談時間：八分鐘

### 英文科
英文科則分為閱讀及寫作、聆聽、說話三個卷別，其中說話只會以隨機抽樣方式，在每所學校選取12或24名學生參與評估。
1. - 小三及小六
    1. 閱讀及寫作評估
      - 時間：50分鐘
      - 閱讀部分：選擇題及填充
      - 作文部分：主題寫作或看圖作文

    2. 聆聽評估
      - 時間：20分鐘
      - 模式：選擇題及排序

    3. 說話評估
      - 學生由電腦隨機抽樣參與以下其中一項評估：
        1. 朗讀文章+與老師交談
          - 準備時間：2分鐘
          - 評估時間：3分鐘

        2. 看圖畫回答老師提問
          - 準備時間：3分鐘
          - 評估時間：2分鐘

  - 中三
    1. 閱讀評估
      - 時間：30分鐘
      - 題量：三題
      - 文章類型：詩歌、一般文章、日常對話
      - 題 型：選擇題、填充及填表

    2. 寫作評估
      - 時間：40分鐘
      - 題量：一題
      - 題目類型：書信
      - 字數要求：約150字

    3. 聆聽評估
      - 時間：約25分鐘
      - 題量：二至三題，當中一題需同時參考所附閱讀資料（視乎話語內容而定）
      - 模式：選擇題、填充及填表

    4. 說話評估
      - 學生由電腦隨機抽樣參與以下其中一項評估：
        1. 個人短講
          - 準備時間：3分鐘
          - 評估時間：2分鐘

        2. 小組討論
          - 以三人為一組
          - 準備時間：3分鐘
          - 評估時間：4分鐘

### 數學科
所有學生必須應考數學科考試。數學科考試設有四份不同的試卷、並設有中文和英文版。小三、小六及中三學生分別有40分鐘、50分鐘和65分鐘的作答時間。試卷考核的範疇包括數字、圖形與空間（三角形、圓形等）、度量（米、公升等）和數據處理（各種統計圖）。

## 大事記

### 2009年香港甲型H1N1流感疫情
2009年因甲型H1N1流感在香港出現本土個案，教育局宣佈全港小學停課及毋須進行本年度「全港性系統評估」，因此停辦紙筆評估一次，但不包括早前已舉行的視聽資訊及說話評估。中三紙筆評估則於6月23及24日完成。

### 提早開考意外
2014年中三級中國語文科全港性系統評估，有兩所學校錯誤提早一天開封及派發閱讀及寫作試卷給考生。這次是教育局自04年推行TSA以來，首宗提早開考事件。考評局認為有泄漏試題風險，決定使用後備卷供學生應考。兩所學校分別為東華三院辛亥年總理中學及加拿大神召會嘉智中學。

## 取消TSA爭議
2014年11月6日，立法會通過「還學生快樂童年」的無約束力議案，其中一項要求是促請教育局「檢討全港性系統評估的考核內容，避免學生要機械式操練試題，以及研究應否取消全港性系統評估，以減輕學生的學習壓力」。

### 機構倡議
教師組織教協在2015年3至4月進行問卷調查，以了解TSA在小學推行的最新情況，以及教育局在2014年所推行的優化措施之影響。結果顯示，分別有73%及70%的教師不認同普遍小三/小六學生可於沒有操練情況下應付TSA試卷要求；分別有61%及59%的教師認為TSA優化措施無助減少補課/操練；分別有67%及65%的教師認為小三/小六TSA不應繼續推行。教協總結指，TSA的艱深程度已達到「不操不識」的地步，無法反映學生真實水平。教協亦認為TSA已經異化，背離政策原意，而業界傾向於廢除TSA，因此政府若無法提出積極的有力措施，便該廢除TSA。
10月中旬，有家長在facebook設立爭取「取消小三TSA」的專頁，在36小時內有過萬人加入，在一個半月後參與人數達4.7萬。不少家長在專頁內表示支持取消，並講述自己子女面對TSA壓力的苦況。然而，當局已表明無意取消小三TSA。教育局局長吳克儉指，澳洲、加拿大、美國，甚至一些發展中的國家也有為年幼學生作類似評估，香港作為先進的國際都會，若不時說取消TSA，會是很大的倒退。他又稱聽不到有人反對TSA的原意及設計，只是在過程和執行上有擔心。「爭取『取消小三TSA』」召集人金怡寧後來在報章向教育局局長吳克儉致公開信，要求教育局澄清小三TSA是否讓老師了解學生能力的唯一評核方法，對於個別學生分班升學是否毫無直接影響，以及促請教育局立即取消小三TSA。群組發言人還表示，對於吳克儉稱未聽聞校方或家長要求終止TSA的說法，深表震驚及遺憾。教育局發言人回應，局長吳克儉從未發表有關言論，當日他是說「聽不到有人反對TSA的原意及其設計」，希望有關人士尊重事實，不要扭曲局長言論。

### 教育局回應
10月31日，教育局向學校發出題為「不操不忙 有效學習」的新修訂《家課與測驗指引》，提醒學校無需單為應付TSA而改變教學及評估方法，以及不應使用著重操練的補充練習或應試練習。吳克儉在出席電台節目時表示，教育局轄下的「基本能力評估及評估素養統籌委員會」將會對TSA試題的內容、題型及有關操作的問題，如會否採用樣本式、抽樣式做法，以及考慮隔年評核等，進行研究，三個月後提供初步建議予局方考慮。

### 事件發酵
11月5日，教協在網上發起「消除TSA操練 還學生快樂童年！」家長教師聯署，兩日內已收集逾四萬個簽名。11月25日，人民力量的陳偉業在立法會動議「要求盡快取消小三TSA、檢討小六中三TSA」議案，遭建制派議員否決，包括8票投反對票的民建聯。民建聯主席李慧琼提出修訂案，提出刪去「盡快取消」字眼，並建議加上「立刻了解各區學校為學生準備應付全港性系統評估的情況，如發現學校為學生安排過度操練試題，立刻要求該等學校停止有關做法」。結果泛民不支持這項議案，議案被否決。民建聯後來在facebook貼圖，指泛民否決其叫停過度操練學生的議案，被網民批評是混淆視聽。
11月27日晚，教育局就TSA舉辦家長研討會，透過18區家長教師會聯會邀請家長出席。部分家長被拒入場，教協質疑做法是假諮詢，局方只想聽到支持聲音。署理教育局局長楊潤雄則指這是安排上的問題，已取得有關家長的聯絡電話以作跟進。他強調諮詢是「多次」及「多層面」，不應執著於某一次上。
11月29日，立法會教育事務委員會就TSA舉行10.5小時的馬拉松式公聽會，吳克儉早前表示已安排私務離港，故當日因「私人理由」缺席公聽會，由楊潤雄、副秘書長陳嘉琪、香港考試及評核局秘書長唐創時等代為解畫。。立法會共收取164份意見書，據明報統計，意見書當中有八成認為要全面或局部取消小學TSA，兩成認為TSA可保留及優化。場外有過百名家長、學童，以及多名立法會議員集會聲援，要求教育局取消小三TSA，然後再作檢討。
有過130名團體人士或市民出席這次公聽會。有家長指出香港的操練文化令TSA變質，使家長和子女都受壓。另有校長指出TSA作為評估工具有其意義，而家長需要審視一下，學生的壓力問題是源於TSA，或是家長為子女安排太多的課外活動。楊潤雄在公聽會上首次表明，如果無法改變TSA的操練情況，讓學校按照TSA的設立原意去做，教育局願意為此作出一些重大調整。多名議員隨即質問所謂「重大調整」是否指取消小三TSA。楊潤雄表示一切須交由「基本能力評估及評估素養統籌委員會」評估，並相信取消小三TSA會是首先考慮的問題，而隔年考或抽樣制等改善措施皆會有充分討論，預計2016年1或2月有所決定。多個政黨在公聽會上表態，其中公民黨、民主黨、工黨要求立即取消TSA，工聯會與經民聯認為TSA該暫緩一年再檢討，民建聯及新民黨均提出須檢討。民建聯還表示若操練情況未能改善，不排除支持取消TSA。此外，教協副會長、小學校長馮碧儀發言稱，教育局分區主任往往以TSA成績向學校施壓，加上TSA題目刁鑽且長，校方因而需要操練學生。楊潤雄回應時稱首次確切知道哪一間學校出現這情況，認為事件嚴重，會就該個案作調查。對於有人稱會發起「亂考TSA」的不合作運動，唐創時指若發現TSA考生表現異常，有關答卷會被剔除。
會上有兩名小三學生發言，刷新了立法會最年輕發言記錄。他們分別指TSA令其沒時間玩和做運動。另外亦有身穿校服的小四女生稱TSA比校內考試輕鬆，認為不需取消。其父親陳仲翔隨後發言時亦表態撐TSA，但遭社民連議員梁國雄質疑，指他刻意隱瞞民建聯經濟發展事務副發言人的政黨背景。民建聯議員葉國謙及譚耀宗先後反駁，指梁出言侮辱及泛政治化。陳仲翔其後解釋，他沒有意思隱瞞身份，是作為一個家長表達意見。會後記者向陳映翔追問女兒講稿是否由他撰寫，陳承認大部分是他寫的，但強調女兒同意內容。其女兒就讀的油麻地天主教小學（海泓道）就此事發聲明澄清，家長及學生出席公聽會為個人意願，立場不代表該校。
另外歌手陳慧琳亦表示學童因TSA而要在放學後練試題「完全係一種折磨。」
12月3日，基本能力評估及評估素養統籌委員會的新成員名單公佈，成員增至22人，新增的成員有考評局秘書長唐創時、家長與學校合作事宜委員會主席湯修齊，及4名中小學校長議會代表。「爭取『取消小三TSA』」召集人金怡寧批評教育局在沒合理原因下，以不取消小三TSA為前設，而局方雖承認TSA出問題，卻拒絕在完成檢討前叫停明年TSA、即時停止操練，反映局方處事僵化，未能急市民所急。對於教育局未邀請該群組成員加入委員會，他認為局方沒誠意聆聽家長訴求，稱必然會發起學童亂做TSA練習的行動，為2016年5、6月亂考TSA作預習。

### 檢討結果
1月上旬，檢討委員會轄下行政小組首次舉行會議，據報章報道，委員認同要考慮家長訴求，並認同過分操練並不恰當。
2月4日，教育局接納由檢討委員會呈交的《全港性系統評估檢討報告》，公布2016年將邀請50間學校推行「試行研究計劃(小學三年級)」，唯報告同時表明「委員會認為試卷及題目的調整，以及學校報告的不同形式，應在2016年先以試行方式實施，總結試行成果，於2017年在全港實施」。即是試行研究計劃仍未進行，委員會已於2017年擴大計劃之意。教協指教育局在所謂「試行研究」還未開展、即宣佈2017年全面恢復小三TSA，因此認為「試行研究」只是敷衍教育界和家長的緩兵之計
立法會教育事務委員就TSA進行幾次討論，並先後通過3項無約束力議案。分別是2016年1月11日一項由葉建源議員提出的「要求暫緩小三TSA」議案、2016年12月12日一項由葉建源議員議案提出的「促請政府不應接納在明年全面恢復推行小三TSA」議案，及於同日由鄭松泰議員提出的「容許全港學校及家長自由選擇是否參與TSA」議案。由於大部分建制派議員不在席，3項議案均獲在席民主派議員贊成通過。

### 改善方案
2017年，小三TSA改為小三BCA，而小六、中三則不變。2018年，小三TSA復考，每間小學抽10%學生應考，如學校選擇全級參與須向考評局申請。最終約230間小學表示會安排全級參與，佔全港小學近一半。主要辦學團體中，東華三院13間小學全部全級參與。

## 另見
- 基本能力評估

## 外部連結
- 全港性系統評估（页面存档备份，存于）